# Online televíziócsatornák listája

## C
| Csatorna Neve  | Logója | Honlapja              |
| -------------- | ------ | --------------------- |
| Cinebox TV     |        | http://cinebox.ace.st |
| Cinebox Catoon |        | http://cinebox.ace.st |
|                |        |                       |

## D
| Csatorna Neve | Logója | Honlapja                                                                      |
| ------------- | ------ | ----------------------------------------------------------------------------- |
| Duckhu.tv     |        | https://web.archive.org/web/20141129021552/http://www.livestream.com/duckhutv |

## X
| Csatorna Neve | Logója | Honlapja                                                                    |
| ------------- | ------ | --------------------------------------------------------------------------- |
| X TV          |        | https://web.archive.org/web/20150205222322/http://www.livestream.com/sgtvhu |
| XD TV         |        | http://xdtv.ini.hu                                                          |